# Shinkansen Serie E6
Lo Shinkansen Serie E6 è un elettrotreno giapponese per linee veloci (Shinkansen), entrato in produzione nel 2010 e la cui entrata in servizio è avvenuta nel 2013.

## Storia
La realizzazione e costruzione del treno deriva dagli esperimenti condotti sul treno sperimentale Fastech 360.
Il treno svolge i servizi Komachi tra Tokyo e Akita, correndo quindi sulle linee Tōhoku Shinkansen e Akita Shinkansen, in affiancamento alla serie E3, per poi sostituirla su questa tratta a partire dal marzo 2014.
Ogni convoglio è formato da 7 carrozze e in servizio Komachi opera alla velocità di 320 km/h, mentre sull'Akita Shinkansen la velocità è limitata a 130 km/h per entrambi i servizi.
L'introduzione di questo treno ha diminuito il tempo di percorrenza tra Tokyo e Akita di un tempo tra i 10 e i 15 minuti.

## Design
La tecnologia su cui si basa il treno è derivata appunto dal treno sperimentale Fastech 360. I treni E6 sono costituiti da sette casse, con una capacità di posti a sedere pari a quella di treni E3 a sei casse, a causa della capacità ridotta nelle due carrozze terminali. Tutte possiedono la sospensione attiva con sistema ad assetto variabile che si inclina di 1,5 gradi.

### Esterno
L'aspetto generale del convoglio è stato creato dal designer industriale Ken Okuyama, e vuole evocare le immagini dei demoni Namahage e della festa delle lanterne kantō per la quale è famosa la prefettura di Akita. Il colore del corpo è il bianco "Hiun" (飛雲?), con rosso scarlatto sul tetto, e delle strisce in colore "arrow silver" sulle fiancate. Le carrozze terminali sono lunghe 23.075 mm, con un lungo naso aerodinamico di circa 13 m (rispetto ai 6 metri di quello della serie E3).

### Interni
Il nuovo treno dispone di interni organizzati in modo simile a quelli dello Shinkansen Serie E5, incluse le prese di corrente ad ogni posto e le videocamere di sorveglianza nei vestiboli. I posti, sia nelle carrozze standard che nella Green car (la prima classe) sono organizzati in file 2+2, essendo la sagoma del treno ridotta per circolare sulle linee Mini-shinkansen. La larghezza dei sedili è di 1160 mm nella Green car e di 980 mm nelle carrozze ordinarie, come nella serie E3. I servizi igienici sono presenti nelle carrozze 12, 13, 14 e 16, e le carrozze 11 e 12 sono idonee per accogliere disabili.